# 白噪声播放器

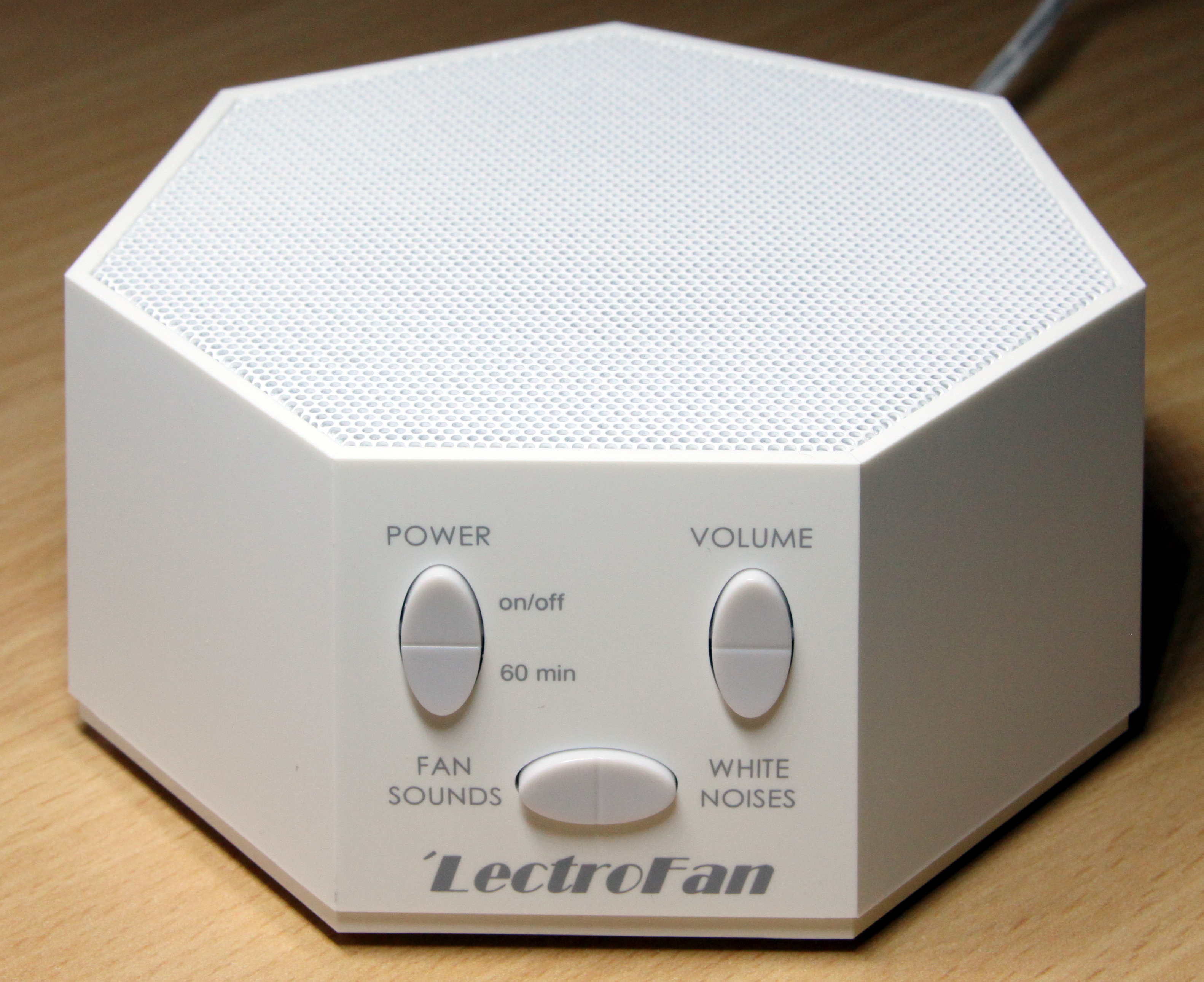

白噪声播放器（White noise machine），是一种播放随机性声音的装置。这种声音听起来像小溪流水的声音，像风吹打树叶的声音。通常这些设备不产生真正意义上的白噪声，而更象粉红噪声或其他颜色的噪声，这些声音的频率范围更广。

## 应用
不同的公司制造出不同形式的白噪声播放器，应用于不同领域，包括音频测试仪、声掩蔽产品、辅助睡眠设备和打盹设备。辅助睡眠和打盹产品播放舒心的声音，如音乐、雨滴声、风声、海浪声，或者和白噪声掺杂在一起。白噪声播放器也用来缓解耳鸣。
声掩蔽设备通常通过掩蔽近距离的谈话以保护人们的隐私。例如，在精神病医生的候诊室。研究表明，声掩蔽能提高开放式办公室的声学满意度。为了保证整体的声环境既不太吵又不太暴躁，并且能掩蔽惹人厌的语音，需要选定具有一定声级和频谱特性的声音。
通过数字设备产生的声音通常并不是真正的随机。当然，他们是不断重复的预先录制好的短音频曲。
声掩蔽设备制造商建议，白噪声播放器的音量最初应设置在令人舒适的档位，即使此声级不能满足保护隐私的要求。随着耳朵慢慢适应了新声音，再逐渐将音量调大以增加隐私保护程度。
辅助睡眠和打盹设备制造商建议，播放器的音量应设置得稍微比一般听音乐的音量大，通常处在舒适的听力范围内。

## 设计
绝大多数白噪声播放器是电子产品，通常用音频测试设备或通过对数字音频记录的电子反馈，来实时地产生声音。
简单的机械设备由一个非常基本的设置构成，包括一个全封闭的风机和一个快速开关。风机驱动空气在设备腔内的小插槽中产生气流，以形成需要的声音。